# Klaverkoncert nr. 5 (Beethoven)
Klaverkoncert nr. 5 er en klaverkoncert komponeret af Ludwig van Beethoven. Dens oprindelige navn er Konzert für Klavier und Orchester Nr. 5 Es-Dur Op. 73. Klaverkoncert nr. 5 blev komponeret af Beethoven i Wien i 1809 og er dedikeret til ærkehertug Rudolf. Koncerten opførtes første gang offentligt den 28. november 1811 i Leipzig med Friedrich Schneider som solist og Johann Philipp Christian Schulz som dirigent. Beethoven kunne ikke spille koncerten som solist grundet hans tiltagende problemer med hørelsen. 
Koncertens harmoni og endeløse ornamenter i form af arpeggioer, triller og pyntenoder etablerer det stolte og eksplosive udtryk som præger stilen i Beethovens 5. klaverkoncert. Grundet disse stilistiske virkemidler, samt hovedtemaets monumentale udtryk, kendes klaverkoncerten ved navnet ”Kejserkoncerten”.

## Satser
Klaverkoncerten består af tre satser: 1. Allegro. 2. Adagio un poco moto - attaca: 3 Rondo. Allegro.
Førstesatsen, Allegro, er i sonateform og er længere end nogen tidligere af Beethovens åbningssatser i sine klaverkoncerter. 
Koncertens samlede varighed er ca. 40 minutter.